# Nemotelus frontosa
Nemotelus frontosa är en tvåvingeart som först beskrevs av James Stewart Hine 1901.  Nemotelus frontosa ingår i släktet Nemotelus och familjen vapenflugor. Inga underarter finns listade i Catalogue of Life.